# 川崎市ふれあい館
川崎市ふれあい館（かわさきしふれあいかん）は、川崎市にある在日コリアンとの交流を主目的とする市民施設である。

## 特徴
昭和63年（1988年）に設立された施設である。
川崎市ふれあい館は全国初の在日外国人と日本人の交流施設である。

## アクセス
JR川崎駅から市営バス川13系統･川17系統に乗り大島四ツ角バス停で下車、そこから徒歩3分。